# Hollósy Kornélia
Gertenyesi Hollósy Kornélia Julianna Klára (születési nevén Korbuly Kornélia; Gertenyes, 1827. április 13. – Dombegyháza, 1890. február 10.) örmény származású magyar opera-énekesnő, korának egyik legismertebb és legsikeresebb művésznője, a „magyar csalogány”.

## Élete

### Származása és ifjúkora
Hollósy Kornélia 1827. április 13-án jött világra családja gertenyesi birtokán Korbuly Bogdán és Csausz Mária Magdolna tizenegyedik, utolsó élő gyermekeként. Mindkét szülője erdélyi örmény származású volt. A Korbuly család tetemes vagyonából szívesen adakozott a színjátszásra is, a Csausz családból neves orvosok származtak. Korbuly Bogdán és Csausz Mária tizenegy gyermekéből öt fiú volt. Csausz Mária legkisebb leányának, Kornélia Juliannának a szülésébe belehalt. A tizenegy árván maradt gyermeknek anyára volt szüksége, ezért Korbuly Bogdán hamarosan másodszor is megnősült: a szintúgy örmény vérből való Lászlóffy Rebeka személyében talált új anyát gyermekeinek. A család gondtalan, boldog és anyagilag biztosított életet élt a gertenyesi birtokon. 1832-ben az uralkodó nemesi rangot adományozott apja és minden leszármazottja részére: a család ekkor nevét a magyaros hangzású Hollósyra változtatta, nemesi előnevüket gertenyesi birtokuk után választották.
Hollósy Bogdán, magasabb szintű oktatást akarván biztosítani leányának, tizenegy éves korában a temesvári apácák iskolájába íratta be őt. A fiatal leány már ekkor kitűnt a többiek közül szép énekhangjával és zongoratudásával. Énektanára, a bécsi operaház kiöregedett tenorja, Zimmermann felfigyelt adottságára, és különórák keretében kezdett foglalkozni vele. A tanár felhívta az édesapa figyelmét is leánya tehetségére, s a további taníttatást, képzést ajánlotta. Hollósy Bogdán azonban hallani sem akart erről: az énekesnői pálya egy nemesi származású leány számára lealacsonyítónak számított, azonfelül a családfő szép jövedelme és jelentős vagyona miatt nem látta szükségesnek, hogy bármelyik leánya is dolgozzék. Maga Kornélia azonban énekesnői pályafutásról álmodott, ezért miután tizenöt éves korában befejezte tanulmányait, ismét édesapjához fordult ez ügyben. Elhatározását családtagjai is támogatták, így a családfő végül engedett leányának: egy tanulmányi út fedezésére kiadta anyai örökségét és a hozományra szánt összeget. Kornélia kérésére sógora egyik idősebb nőrokona, sóskúti Szabó Johanna kísérte el. Legelőször Bécsbe mentek, ahol Kornélia jelentkezett az udvari opera későbbi igazgatója, Matteo Salvi tanítványának. 1843 őszétől kiképzése Milánóban folytatódott Francesco Lamperti irányításával, két éven keresztül. Növendéki ideje végét egy énekmesteri bizottság előtti vizsga jelentette, amit teljes sikerrel tett le.

### Énekesi pályájának kezdete
Hollósy Kornélia először Korfun lépett fel a nyilvánosság előtt 1843-ban: Giuseppe Verdi Ernani című operájában Elvira szerepét énekelte. Két hónapnyi szereplés után a torinói opera énekesnek hívta a városba. Ott figyelt fel rá a híres, német származású Henriette Carl, aki egy olasz alkalmi operatársulatot szervezett bukaresti vendégjátékra. Az énekesnő megnyerte társulatának Hollósy Kornéliát, és három hónapra szerződtette. Bukarestben több operában is énekelt; búcsúünnepségét 1846. április 18-án tartották, ennek keretében egy olasz és egy német nyelvű verset is írtak tiszteletére.
Bukarestből hazatért az olasz társulattal, hogy az erdélyi közönség előtt is énekeljen. A magyarok először 1846. június 4-én láthatták Vincenzo Bellini operájában, az Alvajáróban. A felemelt jegyárakból származó bevételt a Gyárvárosi kisdedóvó javára ajánlotta fel a társulat; és további két előadásból befolyt összeget is jótékony céloknak szenteltek. A Pesti Divatlap elismerően vélekedett az énekesnőről, méltató cikkek sora jelent meg róla országszerte; Hollósy Bogdán azonban kitartott azon nézete mellett, miszerint az énekesi pálya nem egy nemesi kisasszonynak való. Leánya elrettentésére több példát is felhozott bukott énekesnőkről és arról, hogyan rekeszti ki a társadalom az erkölcstelennek ítélt asszonyokat. Kornélia művészi elhivatottságát édesapja intő szavai nem tudták megingatni; nyáron Pestre utazott abból a célból, hogy egy rövid rokoni látogatást követően folytassa itáliai szereplését. A fővárosban anyai nagybátyja, az orvosprofesszorként dolgozó Csausz Márton biztosított neki szállást, aki egyben arra is rávette, hogy itáliai útját megelőzően lépjen fel a pesti közönség előtt a Nemzeti Színházban. A színház vezetése beleegyezett a vendégszereplésbe, így 1846. július 23-án bemutatkozhatott a főváros előtt mint Gaetano Donizetti Lindája, női partnere pedig az olasz alténekes, Marietta Alboni volt. „A hazai újságírók Hollósy tiszta csengésű hangját és színpadi játékát dicsérték. Még azt is megbocsátották neki, hogy az idő rövidsége miatt nem magyarul, hanem olaszul énekelt.” A közönségsiker láttán és a sajtó nyomására augusztus 24-én a Nemzeti Színház szerződtette Hollósy Kornéliát.

### A magyar szabadságharcban és utána
Ettől fogva rendszeresen szerepelt egészen első visszavonulásáig. Nevéhez nemcsak az opera, hanem különböző jótékonysági akciók is fűződtek. 1846 októberében részt vett a Liszt Ferenc által adott hangversenyen, amit a József árvaház javára szerveztek. Közreműködött a gyermekkórház, a Pesti Jótékony Nőegylet, a Pest-budai Hangászegylet megsegítésére, a sváb-hegyi kápolna felépítésére és a Magyar Nemzeti Múzeum fásítására szervezett előadásokon. A forradalom és szabadságharc idején évi fizetésének három százalékát felajánlotta a honvédségnek és a Nemzeti Bank létrehozására. Az adománygyűjtő előadásokra a meghívást örömmel fogadta: fellépett a gróf Zichy Karolina szervezte ünnepségen, melyen mellette játszott még Liszt Ferenc és Joachim József is. 1848. július 12-én tagja volt annak a női küldöttségnek, amely Kossuth Lajost éltette előző nap elhangzott beszéde okán. A szabadságharc kitörése miatt a színházi előadások és látogatók száma drasztikusan lecsökkent, az utolsó operabemutatót december 16-án tartották. Hollósy Kornélia – jóformán egyedüliként – az osztrák megszállás alatt is színpadra állt, amit a Pesti Hírlap tréfásan szóvá is tett. 1849. április 12-én a magyar felszabadító csapatoknak adott díszelőadáson Hollósy Kornélia Tompa Mihály egyik versét énekelte el; a továbbiakban pedig fellépett a kormányzó-elnök előtt és az ostromban megsebesült katonák megsegítésére adott operaesten is.

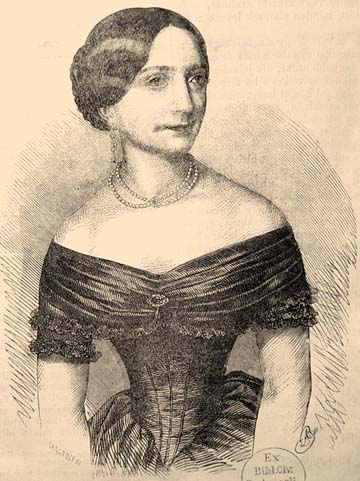
Lonovics-Hollósy Kornélia. Illusztráció a Vasárnapi Ujság 1856. évi 3. számából

A világosi fegyverletétel után a színházi életben is jelentős változások történtek: a magyaros, hazafias darabokat betiltották, minden előadás előtt eljátszották a császári himnuszt, a Nemzeti Színház élére a császárhű báró Augusz Antalt állították. 1849 elején Hollósy Kornélia legfőbb riválisa, Schodelné Klein Rozália a magyar forradalmi kormányt követve távozott a fővárosból, a fegyverletétel után pedig visszavonult. Ily módon Hollósy Kornélia vetélytárs nélkül lett a színházi élet első számú koloratúr dívája – épp ez okból kifolyólag váltott ki nagy megdöbbenést és értetlenséget távozása. A színház elhagyására általában két indokot szoktak felhozni: az egyik szerint Hollósy Kornélia külföldi fellépésekkel kívánta megszerezni a férjhezmeneteléhez szükséges hozomány összegét, a másik szerint az osztrák hadifogságban sínylődő fivérét próbálta meg kiszabadítani. Bátyja, a honvédtisztként szolgáló Hollósy József az aradi várbörtönben raboskodott; először halálra ítélték, később a döntést börtönbüntetésre módosították. A Hölgyfutár című lap így írt Hollósy Kornélia távozása kapcsán: „Ha hazáját szereti, ha a közönséget méltányolja, mely őt érdeme szerint bálványozza, úgy valóban megtehetné azt az áldozatot, hogy utazási szándékáról legalább a legközelebbi évre lemondana.” A búcsúelőadást 1850. március 23-án rendezték, megjelent rajta báró Julius Jacob von Haynau és helyettese, herceg Franz von Liechtenstein altábornagy is. A műsor nyitányaként Hollósy Kornélia Petőfi Sándor Ez a világ milyen nagy… kezdetű versét énekelte.
1850–1851 folyamán Hollósy Kornélia elsősorban Bécsben és Varsóban lépett fel. A bécsi udvari színházban maga Ferenc József császár is meghallgatta; a varsói közönség nemcsak az operaelőadások, hanem a hangversenyek alkalmával is ünnepelte. A lengyelek körében valóságos kultusz alakult ki személye körül, magyarul előadott darabjai aratták a legnagyobb sikert. Neve hamar elterjedt a zene világában; egyaránt kapott holland, orosz és olasz felkéréseket is. 1851 augusztusában Hollósy Kornélia, elutasítva a felkínált fényes lehetőségeket, a magyarországi visszatérés mellett döntött. 1851. szeptember 17-én lépett ismét a pesti közönség elé; ez alkalomból megtelt a színház, a sajtó és a nézők egyaránt kitörő lelkesedéssel fogadták. A Nemzeti Színház újabb, ezúttal két hónapos szerződést kötött vele – ennél hosszabb időtartamra ekkor Hollósy Kornélia nem volt hajlandó elkötelezni magát, tekintettel küszöbön álló házasságára. Fellépett a szabadságharc leverése óta először Magyarországra látogató uralkodó fogadásán a Várban. 1852 áprilisában a művésznő hazautazott édesapjához és mostohaanyjához, hogy előkészüljön az esküvőjére.

### Házassága és gyermekei

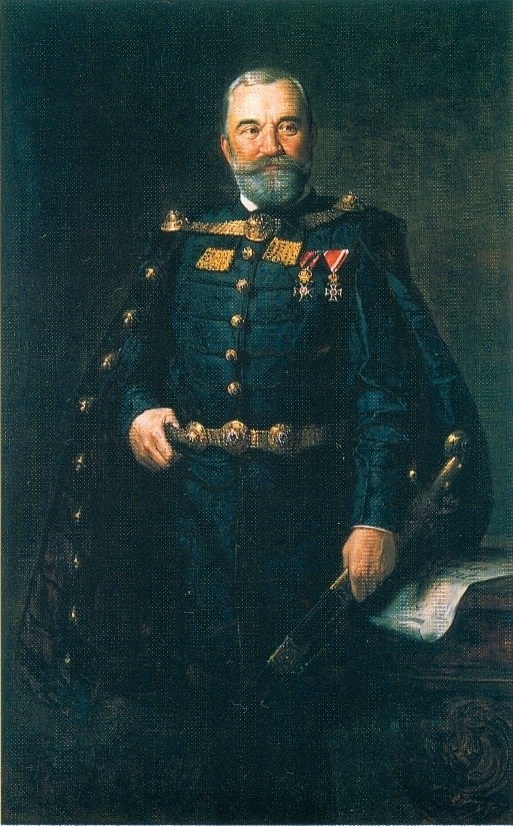
Férje

Hollósy Kornélia első pesti látogatása alkalmával ismerkedett meg jövendőbelijével, krivinai Lonovics József (1824–1902) földbirtokos-jogásszal. A szintén nemesi rangot viselő Lonovics család és a Hollósy család között az első kapocs akkor jött létre, mikor az énekesnő nővére, Hollósy Mária feleségül ment Lonovics Károlyhoz. Lonovics József és Hollósy Kornélia megismerkedésüktől fogva tartották a kapcsolatot: a művésznő lengyelországi tartózkodása alatt rendszeresen leveleztek, valamint az útlevél megszerzése után Lonovics József egyszer meg is látogatta menyasszonyát. Az esküvőt 1852. április 21-én tartották az aradi minorita templomban, a szertartást Fábry Ignác kassai püspök végezte.
A menyegző után az ifjú házasok a férj édesapjának egri birtokára költöztek. Itt jött világra a pár első gyermeke 1853. április 8-án. Egy hónappal később meghalt Hollósy Kornélia apósa, ekkor a család átköltözött az osztrák fővárosba azért, hogy az ápolásra szoruló idősebb Lonovics József – Hollósy Kornélia férjének nagybátyja – közelében lehessenek. Az újjászervezett Nemzeti Színház igazgatója ugyan próbálkozott Hollósy Kornélia visszacsábításával, de levelezés útján nem sikerült megegyezésre jutniuk. 1854 májusában Hollósy Kornélia a magyar fővárosba utazott meghallgatni a „svéd csalogány”, Jenny Lind előadását. Ekkor már személyesen tárgyalhatott újbóli szerződtetéséről és visszatéréséről; ezt végül második gyermeke születése hiúsította meg.
A házaspár társasági életet élt, szalonjukban megfordult a korabeli magyar művészvilág krémje. Baráti körükbe nemcsak zenészek, hanem irodalmárok is tartoztak. A Lonovics–Hollósy család pesti otthona a művészek és pártfogóik kedvelt találkozóhelye volt. Gyakorta vendégeskedett náluk a svájci száműzetésből hazatért Batthyány Lajosné, akinek leányát Hollósy Kornélia tanította énekelni. A szalon legfontosabb vendégei közé tartozott Eötvös József, Szapáry Gyula, Irinyi József, Podmaniczky Frigyes, Laborfalvi Róza, Erkel Ferenc és pesti tartózkodása alatt Liszt Ferenc is. Lonovics József és Hollósy Kornélia kapcsolatából két gyermek származott:
- Lonovics Gyula (1853. április 8. – ?), felesége nyéki Nyéky Irma
- Lonovics Ferenc (1854 – 1856. július 7.), kisgyermekként elhalálozott.

### Újból a magyar színpadon

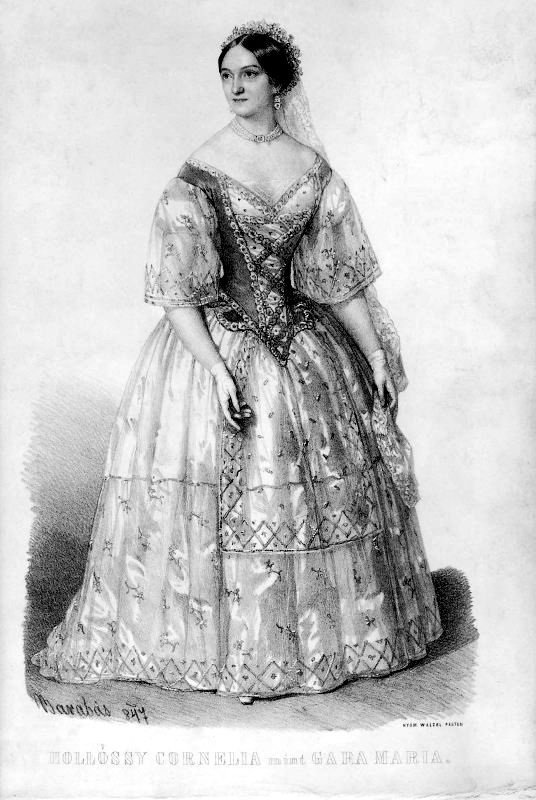
Hollósy Kornélia mint Garai Mária (1847)

1855 márciusának végén a Lonovics–Hollósy család visszaköltözött a magyar fővárosba, az Egyetem utca Wenckheim-palotába, onnan egy évvel később a Hatvani utca sarkán álló Zrínyi-házba. Visszajövetelük oka volt, hogy kedvező feltételek mellett 1855 áprilisában Hollósy Kornélia és a Nemzeti Színház megkötötték a régóta tervezett szerződést; a művésznő április 11-én a Kunok című darabban lépett ismét színpadra. Harmincadik születésnapja alkalmából hangversenyt adott, aminek bevételét teljes egészében a vakoknak ajánlotta. Az eseményről tudósító cikkben szerepelt először Hollósy Kornélia mint a „magyar csalogány” – a későbbiekben felváltva nevezték hol a magyar csalogánynak, hol a nemzet csalogányának, egészen Blaha Lujza megjelenéséig, amikor is a „nemzet csalogánya” végérvényesen Blaháné lett.
Visszatérése után Hollósy Kornélia majdnem öt éven keresztül szünet nélkül szerepelt operákban, hangversenyeken, különböző előadásokon. Hírneve az európai operákban is elterjedt, 1860-ban a brit Covent Garden ajánlott számára állást. 1860. január 30-án megjelent azon a híressé vált Reményi Ede-koncerten, amelyen a művész előadta a Rákóczi-indulót, s emiatt a hatóságok átmenetileg eltiltották a koncertezéstől. Ugyanezen év tavaszán Hollósy Kornélia énekelte Ellinger József és Kőszeghy Károly mellett a Requiem szólóját gróf Széchenyi István tömegtüntetéssé vált temetésén. Utolsó jelentős fellépése 1861. március 9-én volt: az esemény zenetörténetileg is kiemelkedő, ugyanis ekkor volt Erkel Ferenc háromfelvonásos művének, a Bánk bán operának az ősbemutatója, ahol Hollósy Kornélia Melinda szerepében lépett fel.
1862-re megszaporodtak a művésznő visszavonulásáról szóló szóbeszédek. A sajtó már közel egy éve cikkezett arról, hogy az énekesnő pályája csúcsán visszavonul, hogy teljes egészében családjának szentelhesse magát. A rosszindulatú lapok azzal is meggyanúsították, hogy a pesti szerződése lejárta után a bukaresti operához szegődik azért, mert ott magasabb fizetést ajánlottak számára. Más vélemények szerint visszavonulása hátterében a színházi vetélkedések és intrikák húzódtak meg. 1862. július 29-én Hollósy Kornélia utoljára lépett fel a Nemzeti Színházban: Melinda szerepének eljátszása után Erkel Ferenc nemzetiszín szalaggal átkötött babérkoszorút adott a művésznőnek, a búcsúbeszédet Reményi Ede mondta. Hollósy Kornélia ezzel távozott a színházi életből, fellépőruháiból egyházi öltözékeket varratott, amit a pesti ferenceseknek és a birtokain lévő plébániáknak adományozott. Ezután kétéves országos körúton vett részt: jóformán minden nagyobb városban énekelt, előadásaira – melyeken főként operaáriákat és műdalokat adott elő – minden jegy elkelt. A körút anyagi sikerrel zárult, a befolyt összeget jótékony célokra ajánlotta fel. 1864-ben a körút vége egyet jelentett Hollósy Kornélia visszavonulásával a nyilvános szerepléstől.

### Visszavonulása után
A Lonovics–Hollósy család a mintegy ezer földre rugó dombegyházi birtokon élt. A földet Lonovics József vásárolta a Marczibányi családtól; a tágas kúriát és parkot is magában foglaló birtokon csendes élet zajlott. Hollósy Kornélia családjának és a jótékonykodásnak szentelte minden idejét; rövidesen a környék egyik legkiválóbb gazdaasszonyaként vált ismertté. Egyetlen életben maradt fiát, Gyulát féltő gonddal és nagy szeretettel nevelte, később pedig az elsőrangú oktatás érdekében egy pesti intézménybe küldte. A színpadra csak egy alkalommal tért vissza, mikor 1865. augusztus 15–20. között részt vett a Pest-budai Hangászegylet fennállásának negyedszázados ünnepségén: itt Liszt Szent Erzsébet című oratóriumában énekelt augusztus 17-én.
1868-ban férjét a helyi Gazdasági Egyesület alelnökévé, 1872-ben elnökévé nevezték ki. 1879-ben Lonovics Józsefet választották meg csanádi főispánná, így férje oldalán Hollósy Kornélia a megye első asszonya lett. E minőségében vállalta el a megyei Vöröskereszt Egylet elnöki tisztjét, illetve az 1888-as Kelemen László-emlékünnepségek fővédnökségét.
1889-ben az influenzajárvány elérte a családi otthont is. Hollósy Kornélia unokája, a nagyanyja után szintén Kornélia névre keresztelt hatéves gyermek is megbetegedett. Hollósy Kornélia odaadóan ápolta, de vesebántalmai miatt legyöngült szervezete megkapta a kórt. Minden orvosi segítség és ellátás ellenére 1890. február 10-én, hétfőn este hatkor Lonovics Józsefné Hollósy Kornélia meghalt a családi birtokon. Temetését két nap múlva tartották, maradványait a dombegyházi családi sírboltban helyezték örök nyugalomra. Makón később a fia által is támogatott színházat az ő tiszteletére nevezték el; az épület életveszélyessé vált, így 1941-ben lebontották. 1924-től kezdve nevét utca viseli a városban, szobrot is állítottak neki.

## Művészete
Hollósy Kornélia karrierjének legsikeresebb időszakában, az 1846–1856 közötti években összesen negyvennyolc operában lépett fel hétszáznyolcvan alkalommal, ezenkívül közel százötven hangversenyen is szerepelt. Erősségének főként a lírai és romantikus szerepkört tartották, ezért leginkább Verdi, Donizetti, Rossini, Bellini, Meyerbeer és Erkel darabjaiba osztottak neki szerepet. Erkel Ferencnek ő volt az egyik kedvenc énekesnője: külön az ő számára illesztett új részt a Hunyadi László című operájába, aminek egyik 1847-es előadásán Hollósy Kornélia mint Gara Mária szerepelt a Szilágyi Erzsébetet alakító Schodelné Klein Rozália oldalán.
Népszerűségéhez nagyban hozzájátszott az is, hogy a neoabszolutizmus évei alatt a művésznő magyaros, hazafias érzelmű dalokat énekelt – annak ellenére is, hogy I. Ferenc József a kiegyezés előtti mindkét magyarországi látogatása alkalmával fellépett az uralkodó előtt. Tehetségéről a külföldi szaktekintélyek és újságok is elismerően nyilatkoztak. Legnagyobb sikerét minden bizonnyal a Bánk bán első előadásán jelentette; erről Mosonyi Mihály így írt a Zenei Lapokban: „Hollósy L. Cornélia asszony, mint Melinda kellőleg bizonyítá, hogy drámai szerepben is méltó helyet tud elfoglalni, s hogy az ének koloratura nem egyedüli hivatása. Ő oly igéző valamivel rendelkezik, mit a legóriásibb körvonalazatú énekesnőnél is hasztalanul keresünk. Nem szavazhatunk eléggé köszönetet a szerzőnek azon művészi tapintatáért, hogy a t. művésznőnek szerepét kiválólag a szép hordozott hangú éneklésre alapítá. A szerző nem is csalatkozott művészi tapintatában.”